# 8086 Peterthomas
8086 Peterthomas este o planetă minoră (asteroid), cu un diametru de 25,629 km, din centura de asteroizi. A fost descoperită pe 1 septembrie 1989 la Observatorul Palomar de Edward L. G. Bowell. 
Obiectul prezintă o orbită caracterizată de o semiaxă mare de 3,9425265 UAi, o excentricitate de 0,21, o înclinație de 12,15232 ° în raport cu ecliptica.